# Vasárnapi szülők
A Vasárnapi szülők 1979-ben készült, 1980-ban bemutatott magyar játékfilm. A filmet a Rákospalotai Javítóintézetben forgatták.

## Cselekmény
A tizenéves Juli egy szigorú nevelőintézet lakója, de mint minden korabeli lány, ő is rettenetesen vágyik a szabadságra és a szeretetre.

## Közreműködők

### Szereplők
- Nyakó Júlia – Juli
- Szakács Melinda – Kabala
- Marton Katalin – Juli nővére
- Balogh Júlia – Cigány
- Ujlaki Dénes – Gizi néni férje
- Pásztor Erzsi – Aranka néni
- Usztics Mátyás – Juli sógora

A filmben a színészeken kívül számos debreceni, miskolci, budapesti és fóti középiskolás lány is kapott kisebb-nagyobb szerepeket.

### Alkotók
- Rendező: Rózsa János
- Forgatókönyvíró: Kardos István
- Operatőr: Ragályi Elemér
- Zene: Szörényi Levente, Fonográf zenekar
- Vágó: Csákány Zsuzsa

## Érdekességek
- A filmben, a szerző engedélyével látható volt François Truffaut Négyszáz csapás című, 1959-ben bemutatott filmjének egy részlete is.